# Serpuchovskaja
Serpuchovskaja (ryska: Серпуховская, "Serpuchovskajagatan") är en tunnelbanestation på Serpuchovsko-Timirjazevskaja-linjen i Moskvas tunnelbana. 
Stationen invigdes den 8 november 1983 och har valv i vitt och grått. Stationen präglas av att ljus reflekteras i de glänsande texturerna och ytorna.
Stationen ligger vid Serpuchovskajagatan, därav stationsnamnet. Gatan har i sin tur namngivits efter den historiska staden Serpuchov.

## Byte
På Serpuchovskaja kan man byta till Dobryninskaja på Koltsevajalinjen.